# Patrimônios Vivos de Pernambuco
Os Patrimônios Vivos de Pernambuco são mestres da cultura popular pernambucana, de notório saber, reconhecidos como Patrimônio Imaterial do Estado, que recebem este título através de um concurso público apoiado na Lei do Registro do Patrimônio Vivo (lei nº 12.196, de 2 de maio de 2002).
Todos os anos, três novos Patrimônios Vivos são nomeados pelo Governo do Estado de Pernambuco, e apoiados com o objetivo de preservar seus múltiplos saberes, fazeres, memórias e histórias. A lei, além de permitir a preservação e valorização das manifestações populares e tradicionais, garante as condições para que sejam repassadas às novas gerações de aprendizes.
Pernambuco é o primeiro estado a instituir, no âmbito da administração pública, o Registro do Patrimônio Vivo, que reconhece e gratifica com uma pensão vitalícia mensal representantes da cultura popular e tradicional do Estado.

## Contemplados
Foram reconhecidos no Patrimônios Vivos de Pernambuco, as seguintes personalidades:
- cineasta Fernando Spencer;
- cirandeira Lia de Itamaracá;
- artista circense Índia Morena;
- sanfoneiro Camarão; o artesão Lula Vassoureiro;
- ceramistas Mestre Nuca e Zé do Carmo;
- xilógrafos Dila, José Costa Leite e J. Borges;
- coquista Selma do Coco;
- maestro José Nunes de Souza;
- sambista Didi
- artesãos Zezinho de Tracunhaém e Manoel Eudócio (falecido); o Poeta Dedé Monteiro.[5]
- babalorixá Raminho de Oxóssi (falecido).

Também são patrimônios vivos os seguintes grupos culturais:
- Banda Curica, de Goiana;
- Teatro Experimental de Arte, de Caruaru;
- Confraria do Rosário;
- Clube de Alegorias e Crítica Homem da Meia Noite, de Olinda;
- Maracatu Leão Coroado;
- Caboclinho Sete Flexas, do Recife
- Sociedade Musical Euterpina Juvenil Nazarena (Capa Bode), de Nazaré da Mata.

A ceramista de Tracunhaém, Maria Amélia da Silva; Mestre Galo Preto e Maracatu Estrela de Ouro de Aliança foram eleitos em 2011. Mestre Salustiano, Ana das Carrancas e Canhoto da Paraíba, que receberam o título em 2005, faleceram em 2008.